# Science du système Terre

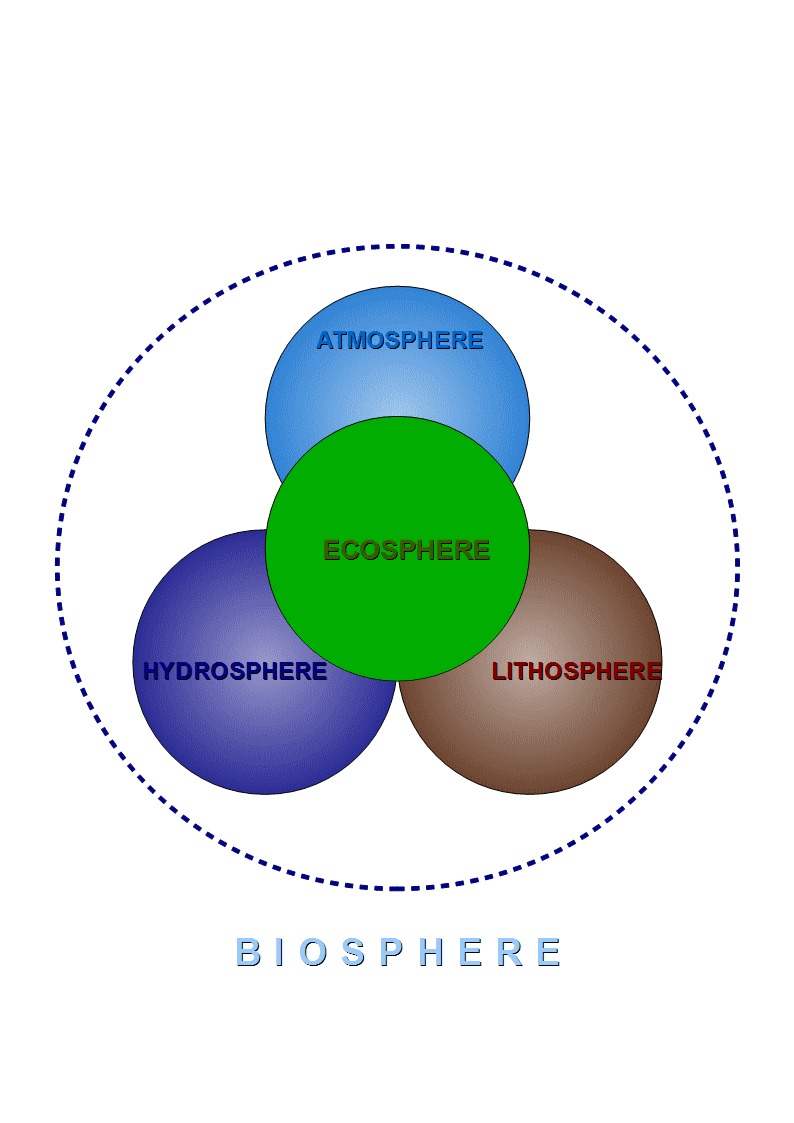
La biosphère comme un système unique des autres systèmes. L'écosphère, ou système du Vivant, est au centre.

La science du système Terre (en anglais : Earth system science) est une discipline scientifique intégrant diverses domaines dans le but de comprendre la Terre, considérée comme un système physique et constituée de l'atmosphère, de l'hydrosphère, de la lithosphère et de la biosphère. Le nom de géophysiologie, proposée par James Lovelock, en est synonyme.

## Définition
En 1996, l'Union américaine de géophysique, en coopération avec le Keck Geology Consortium et avec l'aide de cinq laboratoires de la Fondation nationale pour la science, organise un atelier pour « définir les objectifs communs entre chaque discipline des sciences de la Terre ». La Terre y est vue comme un ensemble de systèmes en interactions. Il a été décidé également de constituer une filière d'étude, en relation avec la National Science Foundation.
Le Science Education Resource Center (SERC), installé au Carleton College, en propose la définition suivante :
« La science du système Terre intègre la chimie, la physique, la biologie, les mathématiques et les sciences appliquées dans une approche multidisciplinaire considérant la Terre comme un système intégré et visant à comprendre les interactions physiques, chimiques, biologiques et humaines qui déterminent le passé, le présent et le futur de la planète. La science du système Terre fournit une compréhension de base physique du monde dans lequel nous vivons et où l'humanité tente de se maintenir. »
Les études relatives à la discipline de la science du système Terre sont publiées dans le Journal of Earth System Science (en), anciennement titré Proceedings of the Indian Academy of Sciences.
L'ouvrage de Lee Kump, James Kasting et Robert Crane The Earth System fournit l'état des connaissances actuelles sur les liens complexes qui unissent les algues, la production de soufre gazeux, la chimie atmosphérique, la physique des nuages et le climat.